# Pets - Vita da animali
Pets - Vita da animali (The Secret Life of Pets) è un film d'animazione del 2016 diretto da Chris Renaud e Yarrow Cheney, prodotto da Illumination Entertainment.

## Trama
Max è un tenero cagnolino che vive a New York con la sua padrona Katie, a cui vuole molto bene. Quando Katie va al lavoro, Max passa le sue giornate con gli altri animali domestici che abitano nel suo condominio, attendendo con ansia il rientro della padrona. Un giorno Katie rincasa con Duke, un enorme cane peloso, prelevato dal canile locale. Duke si dimostra subito affettuoso e disposto a coabitare, ma a Max la cosa non piace e cerca di convincere Katie a sbarazzarsi di lui. Quest'ultimo, scoperta la cosa, cambia atteggiamento e si dimostra a sua volta ostile verso Max.
Il giorno dopo Duke, nel tentativo di afferrare Norman, un porcellino d'India amico di Max, rompe un vaso. Max, seguendo il consiglio di Chloe, una sua amica gatta, usa la cosa a suo vantaggio e inizia a mettere a soqquadro la casa, ricattando Duke: lui dovrà fare tutto quello che gli dice Max, altrimenti lo farà cacciare. Duke è costretto ad accettare e da quel momento Max si dimostra autoritario e scortese nei suoi confronti. Un giorno i due vengono portati al parco da un dog-sitter, che però dimentica di togliere il guinzaglio a Max. Appena l'umano non guarda, Duke, stufo del comportamento di Max nei suoi confronti, porta Max lontano dal parco tirandolo per il collare e lo scaraventa dentro un bidone dell'immondizia. Prima che Duke possa dileguarsi, i due vengono circondati da un gruppo di gatti randagi, che riescono a strappare loro i collari e sono sul punto di aggredirli, quando vengono raggiunti da due accalappiacani. I randagi fuggono, ma Max e Duke vengono acciuffati.
Durante il tragitto verso il canile, il veicolo degli accalappiacani viene preso d'assalto da un gruppo di animali guidato da Nevosetto, un coniglietto bianco isterico e autoritario che odia gli umani: gli animali riescono a impossessarsi del furgone, liberando un loro compagno. Millantando il fatto di odiare a loro volta gli esseri umani, Max e Duke riescono a convincere Nevosetto a portarli con loro e tutti insieme si dirigono alle fogne. Una volta lì, Max e Duke scoprono che Nevosetto è il capo di una segreta banda di animali randagi di specie diverse tra loro che odiano gli umani perché sono stati da loro abbandonati. Nevosetto vuole far entrare nella sua banda anche Max e Duke e li sottopone a un rito di iniziazione: i due dovranno essere marchiati dal morso di una vipera. Mentre Max sta per essere marchiato, i randagi che avevano tolto i collari ai due cani rivelano a Nevosetto che i due sono semplici animali domestici, e il coniglio ordina ai suoi compagni di eliminare i due. Duke si erge in difesa di Max, e nel combattimento la vipera finisce schiacciata da un ammasso di mattoni e muore. Max e Duke, costretti alla fuga, raggiungono il sistema fognario e, seguendo i condotti, riescono a raggiungere lo sbocco in mare, salvandosi salendo su un battello diretto a Brooklyn.
Nel frattempo Gidget, una cagnetta vicina di casa di Max, del quale è segretamente innamorata, si accorge della sua assenza e organizza un gruppo di salvataggio composto da sé stessa, Chloe, i cani Buddy e Mel, il parrochetto Pisellino e il falco Tiberius. Gli animali vanno da Nonnotto, un basset hound vecchio e con le zampe posteriori paralizzate, che li conduce in giro per la città sulle tracce di Max e Duke. Max e Duke, nel frattempo, raggiungono un negozio di salsicce, dove si rifocillano, mangiando fino a essere sazi e riuscendo definitivamente a fare amicizia. Dopo aver mangiato, Duke rivela a Max di aver avuto un altro padrone in passato e di essere finito al canile perché si era allontanato da lui per sbaglio. Max, commosso e colpito dall'affetto che Duke prova per il suo vecchio padrone, decide di accompagnare l'amico da lui. Una volta recatisi nella casa dove Duke alloggiava, scoprono che il vecchio padrone è morto. Deluso e rattristato dalla cosa, Duke si arrabbia con Max, accusandolo di averlo portato lì solo per sbarazzarsi di lui. Max, offeso dalle sue parole, si allontana, ma viene catturato dagli accalappiacani. Duke salva l'amico, venendo però rinchiuso al suo posto. Max si lancia subito all'inseguimento del furgone per salvare Duke, ma viene intercettato da Nevosetto, che con i suoi compagni vuole ucciderlo per vendicare la vipera. Gli accalappiacani si accorgono di loro e li prendono tutti, tranne Max e Nevosetto, i quali, malgrado tutto, sono costretti ad allearsi per salvare i loro amici.
Max e Nevosetto rubano un autobus e riescono a raggiungere il camion degli accalappiacani, che - speronato dai due - finisce fuori strada e precipita dal ponte di Brooklyn. Gli amici di Nevosetto riescono a fuggire, ma Duke resta intrappolato nel camion. Max vorrebbe salvarlo, ma viene circondato dagli amici di Nevosetto, che lo credono responsabile della morte del loro capo, che nello schianto dei due mezzi ha perso i sensi e sembra morto. Per Max sembra la fine, ma proprio allora arrivano Gidget e gli altri, che riescono a mettere fuori combattimento gli amici di Nevosetto. Max si getta nel camion per salvare Duke, e con l'aiuto di Nevosetto riesce nell'intento, liberando Duke. Raggiunta la superficie, tutti gli animali rubano un taxi, con il quale tornano nel palazzo dove abitano Max e gli altri. Prima di rientrare, Max e Gidget si confessano i rispettivi sentimenti, diventando una coppia. Gli animali tornano nei rispettivi appartamenti, mentre Nevosetto e i suoi si allontanano per tornare nelle fogne; prima di ritirarsi gli animali vengono raggiunti da una bambina, che, affascinata da Nevosetto, decide di prenderlo con sé. Il coniglio, malgrado l'iniziale diffidenza, acconsente e, felice, si allontana con la nuova padrona.
Max e Duke rientrano nel loro appartamento appena un momento prima che Katie torni a casa. Nel finale, tutti e tre si mettono sulle scale a guardare i cieli di New York e Max, ormai affezionatosi a Duke, gli dà il benvenuto in famiglia.
Nella scena contenuta nei titoli di coda, si assiste all'arrivo di Mel e Buddy alla festa che si sta svolgendo a casa di Leonardo, il barboncino appassionato di musica metal, che ha invitato sia gli animali domestici della zona che quelli delle fogne. Quando il padrone del barboncino ritorna, tutti gli invitati si nascondono, ma vengono poi inevitabilmente scoperti dopo che il lampadario della casa, dove si era nascosto un maiale, crolla davanti all'uomo spaventato.

## Personaggi
- Max: è un piccolo cane bianco con delle chiazze marroncine di razza Jack Russell terrier che vive a New York. La sua padrona è Katie, che lo trovò in una scatola sul marciapiede quando era un cucciolo. Il rapporto tra Katie e Max era perfetto fino a quando la padrona di Max torna a casa in compagnia di un grosso cane marrone meticcio di nome Duke. Inizialmente Max è contrario al fatto di tenere Duke ma dopo numerose avventure passate insieme sulle strade di New York i due si accettano e vivono felici insieme alla loro padrona Katie. È viziato, arrogante e autoritario, ma anche tenero, gentile, socievole, timido, coraggioso, di buon cuore e intelligente. Nella versione originale è doppiato da Louis C.K. mentre in italiano da Alessandro Cattelan.
- Duke: è un grosso meticcio con il pelo lungo e marrone. Prima che venisse adottato da Katie viveva con un signore anziano che lo aveva comprato in un negozio di animali e si occupava di lui. Un giorno Duke inseguendo una farfalla si perse e venne portato in canile. Duke racconta a Max del suo padrone e i due cani decidono di ritrovare la vecchia casa del meticcio. Arrivati sul luogo Duke nota che la casa è cambiata e chiedono informazioni al gatto sdraiato nella veranda dell'abitazione. Il gatto dice a Duke che il suo vecchio padrone era morto e che ora qui vive un'altra famiglia. Mentre tutto ciò accade una macchina si parcheggia nel cortile dell'abitazione e Duke comincia ad abbaiare per difendere casa sua. La famiglia chiama gli accalappiacani i quali catturano Duke che si era sacrificato per salvare Max dal canile. È prepotente, pigro e intimidatorio ma di buon cuore, leale e altruista. Nella versione originale è doppiato da Eric Stonestreet mentre in italiano da Pasquale Petrolo in arte Lillo.
- Gidget: è una cagnolina bianca di razza Pomerania, fanatica delle telenovelas e segretamente innamorata di Max (i due cani abitano in due edifici affiancati). È molto simpatica, romantica e apparentemente innocua, ma quando serve si rivela tanto combattiva e determinata che nessuno riesce a fermarla. È lei la prima a capire che a Max è successo qualcosa, dopo aver visto una puntata della sua telenovela preferita.
- Chloe: è una gatta soriana grassa e dal carattere pigro, apatico, sarcastico e indifferente, amica di Max, Mel, Buddy, Chloe e Pisellino. Inizialmente sembra disinteressarsi di tutto e di tutti, ma anche lei prenderà parte al gruppo di ricerca per trovare Max e Duke.
- Mel: è un carlino grasso e iperattivo, amico di Max. Ha un'antipatia per gli scoiattoli.
- Buddy: è un bassotto amico di Max. Al contrario di Mel, che è istintivo ed iperattivo, Buddy è più calmo e riflessivo.
- Nevosetto (Snowball): è un coniglio bianco, capo degli "Sciacquonati", che, abbandonato dal suo padrone (un mago e illusionista), decide di muovere guerra a tutti gli esseri umani fondando così un gruppo per animali abbandonati dai loro padroni che attendono trepidanti la loro vendetta. Anche se è pazzo e misantropo, tiene molto ai suoi amici. Antagonista di Max e Duke per quasi tutto il film, alla fine è disposto ad allearsi e riappacificarsi con Max per salvare Duke e Tatuaggio. Sarà invece uno dei protagonisti del sequel.
- Tatuaggio (Tattoo): è un maiale con dei piercing e vari tatuaggi in quanto apparteneva ad un tatuatore che lo ha poi abbandonato perché non sapeva più dove disegnargli altri tatuaggi.
- Tiberius: è un falchetto che vive in una gabbia sul tetto dello stabile di Max e Duke, viene liberato ed ingaggiato da Gidget per aiutarla a ritrovare Max. Sebbene sia costantemente tentato di mangiare altri animali perché predatore per istinto, ha in fondo un animo sensibile.
- Nonnotto (Pops): è un basset hound presbite e con le zampe posteriori paralizzate, esperto conoscitore delle fogne di New York, che aiuta Gidget e i suoi amici a cercare Max e Duke. È un amico di Buddy e si prende una cotta per Chloe, arrivando a citare la battuta di chiusura di A qualcuno piace caldo.
- Pisellino (Sweet Pea): è un parrocchetto ondulato, è il più piccolo del gruppo e l'unico che non parla. Come tutti gli amici di Max, anche lui vive nello stesso edificio.
- Norman: è un porcellino d'India amico di Max, molto gentile e divertente. Si è perso da un po' e cerca continuamente di ritrovare il suo appartamento, aggirandosi per i condotti del condominio. Raggiungerà il suo obbiettivo solo alla fine del film.
- Leonardo: è un barbone all'apparenza ordinato e impettito che vive nell'ultimo piano dello stabile di Max. Sembra avere una passione per l'Heavy metal in quanto non appena il suo padrone se ne va, si mette ad ascoltare canzoni dei System of a Down o di altri artisti simili, mettendosi anche a ballare.
- La Vipera: è una grossa e spaventosa vipera mezza cieca e con un solo dente aguzzo. Viene utilizzata da Nevosetto per marchiare i nuovi arrivati nella banda degli "Sciaquonati". Durante un combattimento contro Max e Duke rimane schiacciata da una grossa quantità di mattoni e muore.
- Katie: è la padrona di Max e Duke. Nonostante sia sempre impegnata con il lavoro, vuole loro molto bene.
- Ricky: era un'anatra amica di Nevosetto. È morto prima dell'inizio del film.

## Produzione
Il film è stato annunciato il 24 gennaio 2014, con Louis C.K., Eric Stonestreet e Kevin Hart come doppiatori dei personaggi principali. Il 16 giugno 2014 Albert Brooks, Hannibal Buress, Bobby Moynihan, Lake Bell ed Ellie Kemper sono stati confermati come parte del cast.

## Promozione
(Tagline del film)
Il 17 giugno 2015 è stato pubblicato su YouTube il primo trailer ufficiale.
Per l'uscita in Giappone la cantante e compositrice Leo Leiri, nota per l'utilizzo della sua canzone Sabrina come sigla di chiusura nella serie anime Toriko, ha composto Brand New Tomorrow come introduzione al film.

## Distribuzione
Originariamente prevista per il 12 febbraio 2016, la data di uscita del film negli Stati Uniti è stata spostata all'8 luglio 2016. In Italia l'uscita del film, che è stato mostrato in anteprima alla 73ª Mostra del Cinema di Venezia il 4 settembre 2016, è avvenuta il 6 ottobre 2016.

### Date di uscita
- 24 giugno 2016 in  Regno Unito,  Irlanda (The Secret Life of Pets),  Norvegia (Kjæledyrenes hemmelige liv)
- 29 giugno a  Taiwan (寵物當家)[5]
- 30 giugno a  Hong Kong[6] (Pet Pet 當家),  Israele (החיים הסודיים של חיות המחמד)
- 1º luglio in  Vietnam (Đẳng Cấp Thú Cưng)[7]
- 3 luglio in  Lussemburgo (The Secret Life of Pets)
- 7 luglio in  Cambogia (The Secret Life of Pets)
- 8 luglio in  Canada,  Stati Uniti (The Secret Life of Pets),  India (The Secret Life of Pets (Versione inglese), पालतू जानवर के रहस्य के जीवन (Versione hindi))
- 15 luglio in  Pakistan
- 21 luglio in  Argentina (La vida secreta de tus mascotas),  Cile (La vida secreta de tus mascotas)
- 27 luglio in  Francia (Comme des bêtes)  Svizzera (Pets - Vita da animali (Versione italiana))
- 28 luglio in  Germania (Pets)
- 2 agosto in  Cina (爱宠大机密)
- 3 agosto in  Belgio Huisdiergeheimen (Versione fiamminga), Comme des bêtes (Versione francese),  Corea del Sud (마이펫의 이중생활)[8],  Paesi Bassi (Huisdiergeheimen),  Svezia (Husdjurens hemliga liv)
- 4 agosto in  Danimarca (Kæledyrenes hemmelige liv),  Ungheria (A kis kedvencek titkos élete),  Thailandia (เรื่องลับแก๊งขนฟู),  Ucraina (Таємне життя домашніх тварин)
- 5 agosto in  Bulgaria (Сами вкъщи),  Spagna (Mascotas),  Finlandia (Lemmikkien salainen elämä),  Lituania (Slaptas augintiniu gyvenimas),  Romania (The Secret Life of Pets)
- 10 agosto in  Bosnia ed Erzegovina
- 11 agosto in  Giappone[9] (ペット),  Serbia (Tajne avanture kućnih ljubimaca),  Slovenia (Skrivno življenje hišnih ljubljenčkov)
- 18 agosto in  Azerbaigian,  Bielorussia,  Georgia,  Grecia[10] (ΜΠΑΤΕ ΣΚΥΛΟΙ ΑΛΕΣΤΕ),  Croazia,  Kazakistan,  Portogallo (A Vida Secreta dos Nossos Bichos),  Russia (Тайная жизнь домашних животных)
- 19 agosto in  Estonia (Lemmikloomade salajane elu)
- 24 agosto in  Indonesia,  Filippine (The Secret Life of Pets)
- 25 agosto in  Albania,  Brasile (Pets: A Vida Secreta dos Bichos),  Macedonia del Nord
- 1º settembre in  Singapore
- 8 settembre in  Australia (The Secret Life of Pets),  Malaysia
- 23 settembre in  Polonia (Sekretne zycie zwierzaków domowych)
- 30 settembre in  Sudafrica
- 6 ottobre in  Italia (Pets - Vita da Animali) / 4 settembre - Anteprima alla 73ª Mostra internazionale d'arte cinematografica di Venezia

## Accoglienza

### Incassi
Nel Regno Unito Pets - Vita da animali è uscito il 24 giugno 2016, debuttando al primo posto con un incasso pari a 9 milioni di sterline e ottenendo il maggior incasso d'apertura per un film animazione originale. Prima del suo debutto ufficiale, due giorni d'anteprima nel 18 e 19 giugno incassarono 3,5 milioni di sterline, che fu poi aggiunto al debutto del weekend.
In Cina Pets - Vita da animali è uscito il 2 agosto, incassando 104,612,367 renminbi cinesi (15,7 milioni di dollari) durante il weekend e debuttando al secondo posto davanti al film locale "Time Raiders". Dopo 34 giorni il film ha guadagnato oltre 386,916,761 renminbi cinesi (58,3 milioni di dollari), classificandosi al 28º posto dei film con i maggior incassi del 2016 in Cina
In Giappone Pets - Vita da animali è uscito l'11 agosto, esordendo al primo posto con un incasso pari a 975 milioni di yen (alla valuta di 9 milioni di dollari) nei primi 4 giorni di rilascio, battendo il rivale Shin Godzilla, e rimase in testa al botteghino nel secondo weekend. A fine settembre, con un guadagno di 4 miliardi di yen (40 milioni di dollari), Pets - Vita da Animali è diventato il settimo film con il più alto incasso dell'anno, ed il secondo film con il più alto per Illumination.
Pets - Vita da animali ha incassato 368623860 $ in Nord America e 507074301 $ nel resto del mondo, per un totale di 875698161 $. È il 22º film d'animazione con maggiori incassi nella storia del cinema ed il film d'animazione originale non-Disney o Pixar con il più alto incasso di sempre.

### Critica
Il film ha ricevuto pareri e recensioni generalmente positive, sul sito aggregatore di recensioni Rotten Tomatoes ha un 73% di "freschezza", basato da 232 recensioni, Il consenso critico del sito lo definisce come "veloce, divertente e benedetto con un cast vocale di talento, Pets - Vita da animali offre uno splendidamente animato e allegramente poco impegnativo divertimento per famiglie". Nel sito Metacritic il film ha un punteggio di 61 a 100 da parte dei 39 critici, indicando "recensioni generalmente favorevoli". Nel sito Cinemascore un sondaggio audience ne ha dato al film una media di "A-" su un A + in scala F.

## Riconoscimenti
- 2017 - Annie Award
  - Candidatura miglior character design in un film d'animazionemm a Eric Guillon
  - Candidatura miglior colonna sonora in un film d'animazione a Alexandre Desplat
- 2017 - Behind the Voice Actors Awards
  - Candidatura miglior doppiaggio femminile in un film d'animazione00 a Jenny Slate (Gidget)
- 2017 - Cinema Audio Society Award
  - Candidatura miglior realizzazione del mix sonoro in un film d'animazione
- 2016 - Golden Trailer Awards
  - Miglior poster di un film d'animazione o per famiglie
  - Candidatura miglior film d'animazione o per famiglie
  - Candidatura miglior spot TV di un film d'animazione o per famiglie
- 2016 - Hollywood Music In Media Awards
  - Miglior colonna sonora in un film d'animazione a Alexandre Desplat
- 2017 - Image Awards
  - Candidaturamiglior performance vocale di un personaggio (TV o film) a Kevin Hart (Nevosetto)
- 2017 - International Film Music Critics Award
  - Candidatura miglior colonna sonora in un film d'animazione a Alexandre Desplat
- 2017 - Kids' Choice Awards
  - Cattivo preferito a Kevin Hart (Nevosetto)
  - Animale preferito a Kevin Hart (Nevosetto)
  - Candidatura film d'animazione preferito
  - Candidatura doppiatore preferito in un film d'animazione a Kevin Hart
- 2017 - People's Choice Awards
  - Candidatura film per famiglie preferito
  - Candidatura voce preferita in un film d'animazione a Kevin Hart
- 2017 - PGA Awards
  - Candidatura migliori produttori di un film d'animazione a Janet Healy e Christopher Meledandri

## Sequel
Nel 2017, dopo il grande successo al botteghino per il film, fu annunciato un sequel, inizialmente programmato per il 2018, ma poi posticipato al 12 luglio 2019, chiamato Pets 2 - Vita da animali. Il 10 novembre 2017 viene annunciato che Louis C.K. non riprenderà il ruolo di Max a seguito delle denunce per molestie sessuali a suo carico. Il film è uscito ufficialmente nelle sale italiane il 6 giugno 2019.

## Altri media
Dal film è stato tratto il videogioco per smartphone e tablet The Secret Life of Pets: Unleashed, in Italia chiamato Pets: Sguinzagliati, pubblicato da Electronic Arts per i dispositivi iOS e Android il 22 giugno 2016, alcuni giorni prima del rilascio del film negli Stati Uniti. Il gioco è un puzzle molto simile a Bejeweled e Candy Crush Saga, in cui vanno create delle file di 3 figure identiche all'interno di una griglia.